# Nesogordonia abrahamii
Nesogordonia abrahamii är en malvaväxtart som beskrevs av L.C. Barnett. Nesogordonia abrahamii ingår i släktet Nesogordonia och familjen malvaväxter. Inga underarter finns listade i Catalogue of Life.